# David Jiroutek
David Jiroutek (* 2. März 1973) ist ein ehemaliger tschechischer Skispringer und seit der Saison 2018/19 zum zweiten Mal Cheftrainer der tschechischen Skisprungnationalmannschaft.

## Werdegang
Jiroutek feierte seinen ersten internationalen Erfolg mit dem Gewinn der Goldmedaille für die Tschechoslowakei im Teamwettbewerb der Junioren-Weltmeisterschaften 1991 in Reit im Winkl. Gemeinsam mit Milan Kučera, Tomáš Goder und Roman Lukes siegte er vor den Teams aus Finnland und Frankreich. Am 23. März 1991 gab er mit dem 43. Platz beim Skifliegen in Planica sein Debüt im Skisprung-Weltcup. Ein Gewinn von Weltcuppunkten gelang ihm auch in der folgenden Saison 1991/92 nicht. Bis 1996 startete Jiroutek in der Folge weiter im Skisprung-Continental-Cup, wo er bereits in der Saison 1991/92 debütierte. Nachdem er bereits in seiner ersten Saison mit einem 33. Platz sein bestes Gesamtresultat erreichte, beendete er schließlich ohne Erfolg nach der Saison 1995/96 seine aktive Karriere.
In der Folge absolvierte Jiroutek eine Trainerausbildung und übernahm zur Saison 2008/09 das tschechische B-Team. Ein Jahr später übernahm er erstmals die A-Nationalmannschaft im Weltcup als Cheftrainer. 2014 verlor er seinen Posten an den Österreicher Richard Schallert. Daraufhin übernahm er gemeinsam mit Matjaž Zupan die russische Nationalmannschaft. 2018 kehrte er zum tschechischen Verband zurück und löste Schallert wieder als Cheftrainer zur Saison 2018/19 ab. Mitte Januar 2020 wurde die Zusammenarbeit mit dem tschechischen Skiverband beendet.
Sein älterer Bruder Jakub Jiroutek war auch als Skispringer aktiv und ist heute ebenfalls Trainer.

## Statistik

### Continental-Cup-Platzierungen
| Saison  | Platz | Punkte |
| ------- | ----- | ------ |
| 1991/92 | 033.  | 23     |
| 1992/93 | 055.  | 14     |
| 1993/94 | 185.  | 12     |
| 1994/95 | 153.  | 33     |